# Kazicene, Sofia-capitala
Kazicene (în bulgară Казичене) este un sat în comuna Stolicina, regiunea Sofia-capitala,  Bulgaria. 

## Demografie
Componența etnică a satului Kazicene
     Romi (2,07%)
     Bulgari (87,3%)
     Nicio identificare (9,71%)
     Altele (0,99%)
La recensământul din 2011, populația satului Kazicene era de 4.829 locuitori. Din punct de vedere etnic, majoritatea locuitorilor (87,3%) erau bulgari, cu o minoritate de romi (2,07%). Pentru 9,71% din locuitori nu este cunoscută apartenența etnică.